# Dominó

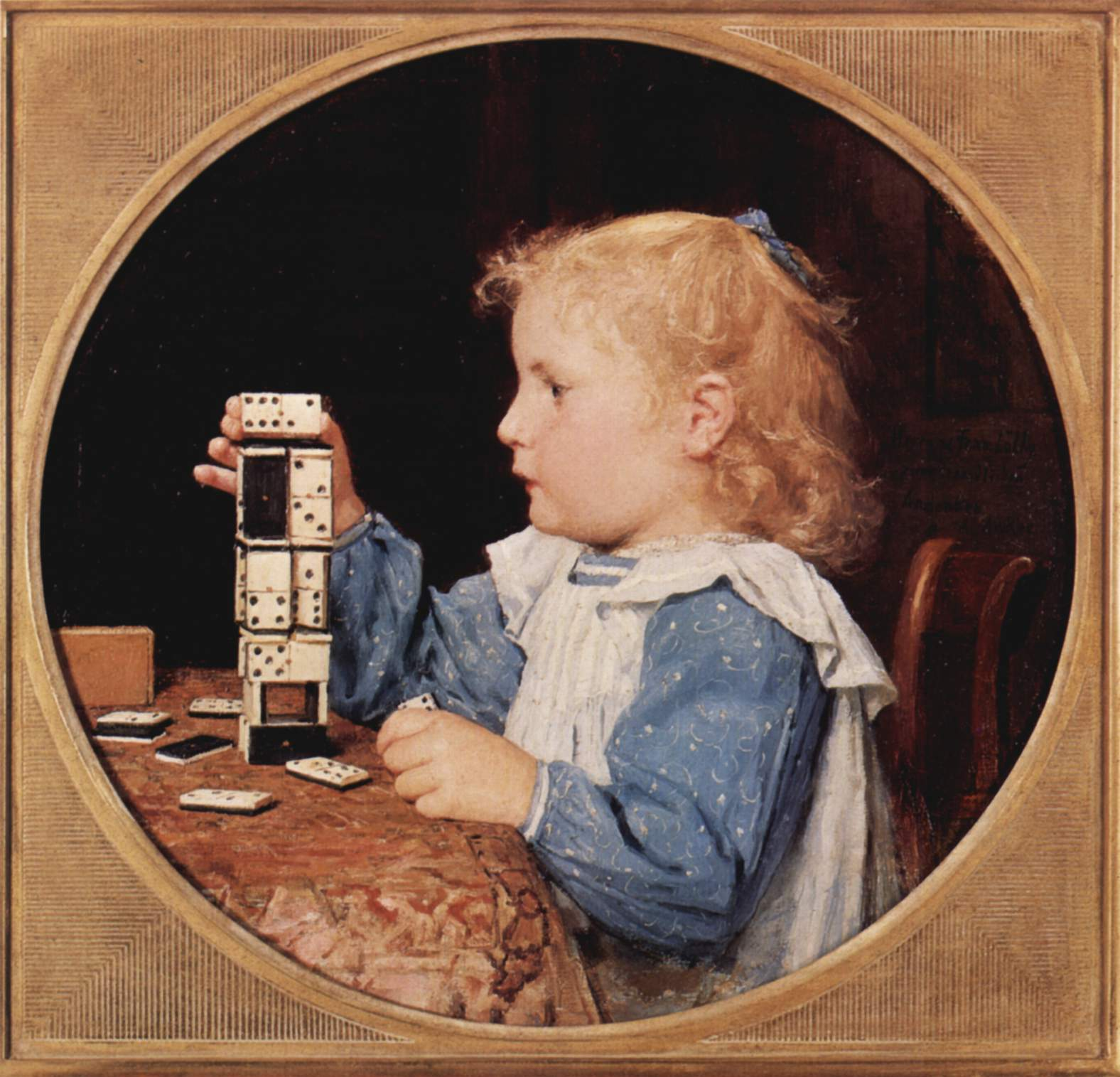
Albert Anker, A menina e as pedras de dominó, 2.ª metade do século XIX.

Dominó é um jogo de mesa que utiliza peças com formatos retangulares, dotadas normalmente de uma espessura que lhes dá a forma de paralelepípedo, em que uma das faces está marcada por pontos indicando valores numéricos. O termo é também usado para designar individualmente as peças que compõem este jogo. O nome provavelmente deriva da expressão latina "domino gratias" ("graças ao Senhor"), dita pelos padres europeus para assinalar a vitória em uma partida[carece de fontes?]. Na área matemática das poliformas, um dominó é a figura retangular formada por dois quadrados congruentes colocados lado a lado.
O jogo aparentemente surgiu na China e sua criação é atribuída a um santo soldado chinês chamado Hung Ming, que viveu de 243 a.C a 182 a.C. O conjunto tradicional de dominós, conhecido como sino-europeu, é formado por 28 peças, ou pedras. Cada face retangular de dominó é dividida em duas partes quadradas, ou "pontas", que são marcadas por um número de pontos de 1 a 6 ou deixadas em branco, para representar o zero. Um jogo de dominós é equivalente a um baralho de cartas ou jogo de dados, que podem ser jogados em uma diversidade indeterminada de maneiras.
No estado norte-americano do Alabama, é proibido por lei jogar dominós aos domingos.
O jogo é fechado quando não dá mais pra comprar pedras. Neste caso quem não consegue jogar, precisa comprar todas as pedras do monte e depois contabilizar e quem tem menos ganha o jogo.

## Características construtivas

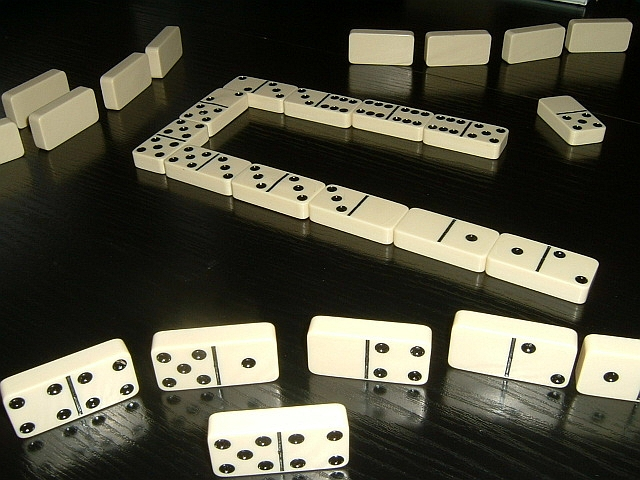
Peças de dominó.

Tradicionalmente feito de marfim, osso ou madeiras escuras, como ébano, com os pontos marcados em cores contrastantes, hoje o dominó é facilmente encontrado em uma diversidade de materiais que vão desde versões semidescartáveis em papel cartão a modelos de luxo em pedras como mármore, granito, pedra-sabão, ou metais diversos, além de plásticos variados. É comum também as peças trazerem pontos de cores diferentes associadas ao número representado, ou ainda a substituição dos pontos por imagens.

## Pedras

Conjunto de dominós duplo-seis.

As pedras são geralmente denominadas de acordo com os números em suas pontas. Assim, uma pedra com um 3 de um lado e um 4 do outro, é chamada de três-quatro, por exemplo. Peças com números iguais em ambas as pontas são chamadas "duplos" ou "carroças". Em um jogo de peças, nenhuma delas apresenta uma combinação de "pontas" igual a outra.
Pedras com o mesmo número em uma das pontas são consideradas do mesmo naipe. No caso do conjunto conhecido como duplo-seis, em que a pedra de maior valor é aquela com seis pontos nas duas pontas, as pedras 1-0, 1-1, 1-2, 1-3, 1-4, 1-5 e 1-6 pertencem todas ao naipe de "1", sendo que cada peça, exceto os duplos, sempre irão pertencer a dois naipes.
Na forma clássica do jogo, são sete números (de zero a seis), combinados entre si. Matematicamente: C(7,2) + 7 = C(8,2) = 28.

## Conjuntos
Embora raramente encontrados no Brasil, os jogos de dominós podem se apresentar em outras versões, além do conhecido duplo-seis. Além deste, existem também o duplo-nove, duplo-doze, duplo-quinze e duplo-dezoito. A quantidade de pedras em cada conjunto varia de acordo com as combinações possíveis entre as pontas disponíveis.
| Conjunto | Pedras     | Pontos      |
| -------- | ---------- | ----------- |
| Duplo 6  | 28 pedras  | 168 pontos  |
| Duplo 9  | 55 pedras  | 495 pontos  |
| Duplo 12 | 91 pedras  | 1092 pontos |
| Duplo 15 | 136 pedras | 2040 pontos |
| Duplo 18 | 190 pedras | 3420 pontos |

## Regras
No Brasil, a forma mais comum de jogar é por quatro jogadores individuais que receberão sete pedras cada um. Pode-se também jogar entre duplas (4 jogadores 2x2), em que cada jogador recebe 6 ou 7 peças, ou jogar em 2 ou 3 jogadores com 6 ou 7 pedras cada um, e o restante das pedras ficam para comprar no caso do oponente não ter a pedra da vez. O oponente deve comprar até que encontre a peça que possa usar. Não é permitido, em hipótese nenhuma, comprar peças a mais, isto é, continuar comprando pedras mesmo tendo pegado uma pedra possível de jogar. Para não prejudicar os demais, se isso for realizado, será considerado roubo e a partida será recomeçada. Ao jogador que realizar esse "roubo" será retirado 2 pontos. No estado de São Paulo - Brasil, é muito comum o jogo individual (quatro jogadores, cada um por si). Particularmente, em Pernambuco e na Paraíba - Brasil, a forma de se jogar entre duplas é distinta. Cada um dos 4 jogadores recebe, em vez de 7, apenas 6 peças, ficando assim 4 peças fora do jogo, compondo o chamado "dorme". Só no final de cada partida essas pedras do "dorme" são conhecidas. Caso um jogador receba 4 carroças na distribuição pode pedir um novo embaralhamento para distribuir as peças novamente.
O primeiro a jogar pode ser definido por várias regras:
- O que tem a pedra 6x6 (sena, camburão, carroça, carreta, carrilhão, carreirão, carretão, bucha, dozão, carrão, bomba, dôbre, dublê, baratão) sempre começa a partida, ou
- Quem sortear a peça mais alta antes de iniciar a primeira partida iniciará, as demais partidas iniciam no sentido anti-horário a partir deste jogador, ou
- Sai com qualquer pedra quem ganhou a partida (queda) anterior, observando as peças dobradas (sena, quina, quadra, terno, duque, às, zero, carroça, barata, carreta, carrilhão, carretão, bucha, dozão, carrão, bomba, dôbre, dublê). Na maioria dos casos o jogo evolui no sentido horário, como a grande maioria dos jogos.

O objetivo é baixar todas as peças primeiro, ou fechar o jogo (menos habitual). Jogar para o "fecha" não é modalidade comum nas mais nobres mesas de jogos, sendo permitido somente o "fecha" natural. Jogar no "fecha" forçado também é parte da estratégia, afinal você não vai abrir o jogo para outro "bater". Aquele que fechar o jogo forçadamente, terá que ter menos pontos que seus adversários obrigatoriamente, se empatar em pontos, também perde a partida.
Quem baixar todas as peças ganha os pontos da soma de todas as peças que sobrarem na mão do adversário (partida de cem pontos); ou ganha a mão (partidas de seis pontos).
O jogo fica fechado quando não é mais possível baixar peças, geralmente quando as duas pontas do jogo têm o mesmo número e não existem mais peças com este número na mão dos jogadores.
Quando o jogo fica fechado naturalmente, quem tiver menos pontos em peças na mão ganha e leva a pontuação em peças na mão do adversário, no caso de jogo por pontos.
Geralmente uma disputa de dominó é feita em várias partidas consecutivas e a dupla que acumular 6 pontos primeiro é a vencedora. Uma batida normal (em uma única "cabeça") vale 1 ponto, mesma pontuação quando o jogo trancar e acontecer a contagem, batida de "carroça" vale 2 pontos, o famoso "lá e lô" que significar bater com uma pedra simples nas duas pontas, vale 3 pontos, já o "lá e lô" de carroça, também chamada de "quadrada", "cruzada" ou "carroça cruzada" vale 4 pontos. Caso algum jogador inicie o jogo com 4 carroças, as pedras são repostas na mesa, dando início a uma nova partida que valerá o dobro de pontos; ca
Caso saia com 5 carroças ganhará 1 ponto (a partida seguirá normal), caso saia com 6 ganhará a partida de imediato (fato este muito raro).
Quando há empate de pontos perdidos na mão, perde quem tiver o maior número de pontos na mão com a soma das pedras restante em seu poder, nesse caso, o double de "zero" valerá 15 pontos, se persistir o empate, quem perde é o que jogou por último. Se algum jogador que sofreu a batida terminou com o doble de zero, esse jogador ganha os pontos da batida.
Quando um jogador faz jogadas inócuas, impensadas ou tolas, causando claro prejuízo ao parceiro é denominado "Príncipe", forma amiga de cognominá-lo de 'Principiante', podendo este chegar ao título de "Rei" se permanecer jogando da forma não esperada, forma amiga de 'retardado'.

### Variantes

Variação Pé-de-galinha, jogada com um conjunto duplo-nove.

As variantes dos regras do dominó são muitas e ocorrem tanto em função das formas de jogar um mesmo conjunto, quanto por causa dos diferentes tipos de conjuntos, ou ainda pela existência de formatos diferente de peças derivadas do dominó original.
- Dominó Amazonense
- Jogada de Príncipe
- Estratégia Faro Fino
- Duque´s players

Variantes que usam as mesmas pedras do dominó tradicional
- Dominó belga

Variantes que usam pedras derivadas do dominó tradicional
- Triominos / Trio Dominó

## Tipos de Jogos

### Duplo 6
- Tradicional (Sentido Anti-horário);
- Ponta de Cinco (Sentido Horário).

### Duplo 12
- Dominó Mexicano.

## Outros usos

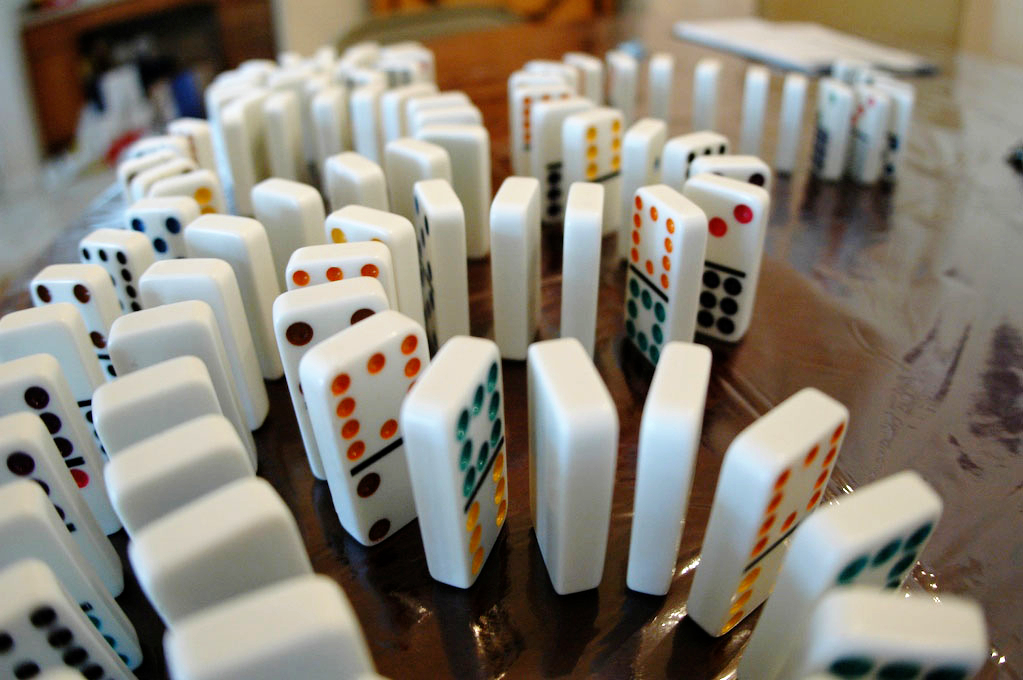
Sequência de dominós pronta para ser derrubada.

Além do uso em jogos de estratégia, as peças de dominó podem ser usadas no passatempo de alinhá-las em pé, em longas sequências fazendo que a primeira das pedras, quando derrubada, derrube a peça seguinte, e assim por diante, até que todas finalmente caiam.
Um número considerável de pessoas tem se dedicado a compor arranjos de dominós contendo milhões de peças, que chegam a levar vários minutos para serem totalmente derrubadas. O interesse é suficientemente grande para incentivar quebras de recordes, fomentar competições, sites na Internet e até um "Dia do Dominó", na Holanda.
Por analogia, fenômenos similares, em que pequenos eventos provocam outros efeitos similares, conduzindo a um resultado maior, são popularmente chamados de efeito dominó.